# Biała zgnilizna drewna

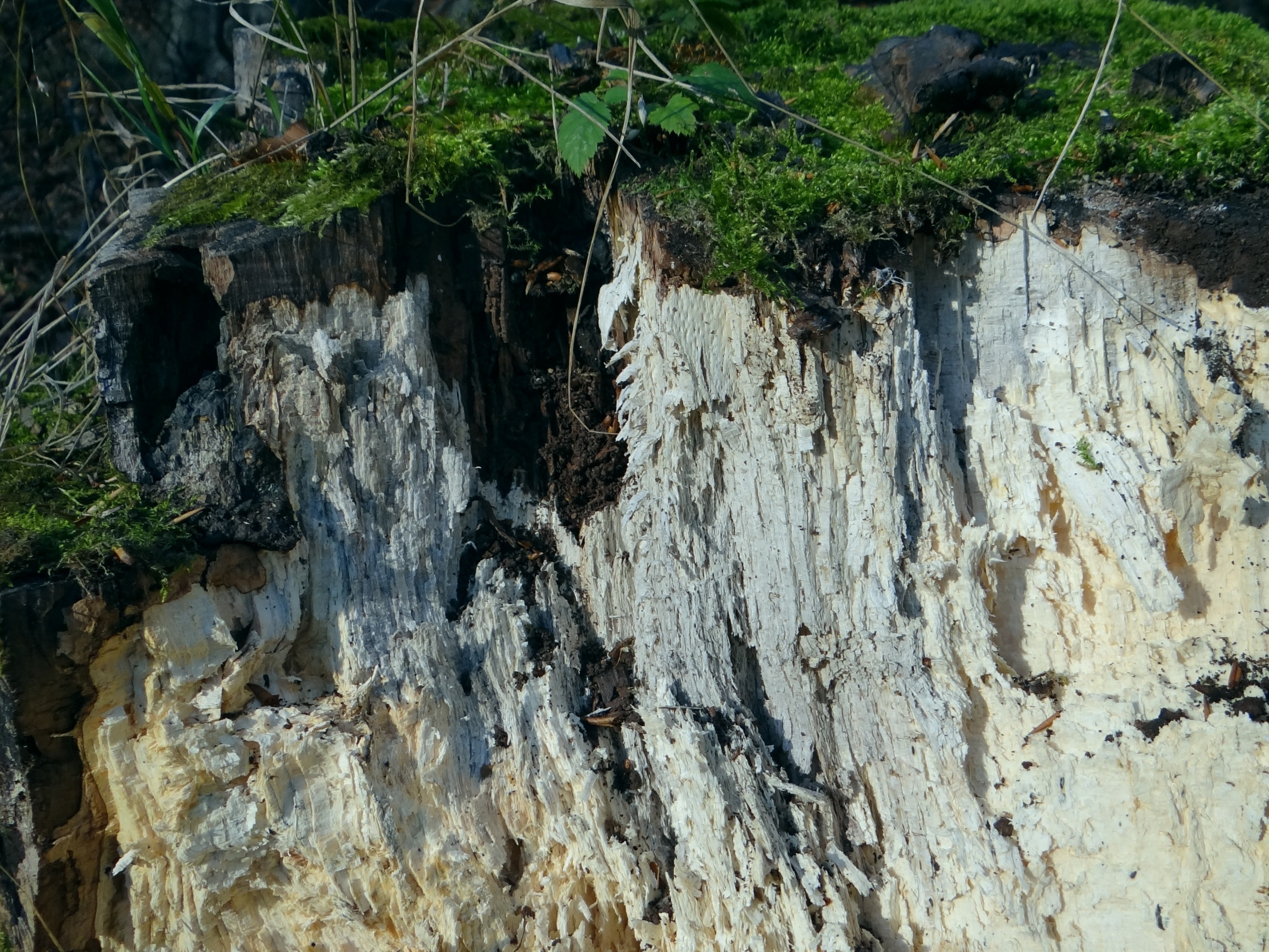
Zgnilizna biała w zaawansowanym stadium rozwoju

Biała zgnilizna drewna, zgnilizna korozyjno-destrukcyjna, zgnilizna biała, zgnilizna biała jednolita (ang. white rot of wood) – wada drewna, jedna z rodzajów zgnilizn z grupy zgnilizn miękkich. Zgnilizna ta stanowi formę pośrednią między korozyjną a destrukcyjną.
Drewno uległe zgniliźnie jest jaśniejsze niż zdrowe (barwy białej, kremowej w różnych odcieniach). Rozkładowi ulegają mniej więcej równocześnie wszystkie składniki drewna (celuloza, lignina i hemiceluloza). Porażone drewno nie kurczy się, mięknie, traci masę, łatwo ugina się pod naciskiem oraz kruszy się w palcach na włókniste fragmenty. Stosunkowo jasne zabarwienie produktu zgnilizny jest tłumaczone tym, że udział celulozy w drewnie jest większy niż ligniny, wskutek czego, jeżeli nawet grzyb rozkłada obydwa składniki równomiernie, to w wyniku tego procesu pozostaje w końcowej fazie rozkładu więcej jasnej celulozy niż ciemno zabarwionej ligniny. Poza tym w toku procesu rozkładu powstają często barwniki zabarwiające produkty gnicia. Przykładem jest wrośniak różnobarwny rozkładający („rozjaśniający”) ligninę przy udziale wydzielanych pozakomórkowo oksydoreduktaz: peroksydaz i lakazy współdziałających z produkującymi nadtlenek wodoru oksydazami glukozową i glioksalanową.
Zgniliznę korozyjno-destrukcyjną (białą jednolitą) powoduje m.in.: hubiak pospolity, żylica olbrzymia, wrośniak szorstki, czyreń ogniowy.
Pomiar zgnilizny korozyjno-destrukcyjnej wykonuje się na czole drewna okrągłego: mierzy się szerokość strefy zawierającej zgniliznę, wyrażając ją w centymetrach lub ułamkowo w stosunku do średnicy czoła. Wymiary plam nieregularnie rozrzuconych (zgnilizna rozrzucona) określa się szacunkowo w procentach lub ułamkowo do powierzchni czoła (pomiar jak dla zgnilizny twardej i miękkiej).